# Julio Marchant
Julio Javier Marchant (Santiago del Estero, Argentina; 11 de enero de 1980) es un exfutbolista argentino. Jugaba como mediocampista por derecha y su primer equipo fue Boca Juniors. Su último club antes de retirarse fue Vélez de San Ramón.
Actualmente es el director del Estadio Único Madre de Ciudades de Santiago del Estero.

## Clubes
| Club                         | País      | Año       |
| ---------------------------- | --------- | --------- |
| Boca Juniors                 | Argentina | 2000-2002 |
| Racing                       | Argentina | 2002-2003 |
| Unión de Santa Fe            | Argentina | 2003-2004 |
| Nacional                     | Portugal  | 2004-2006 |
| Necaxa                       | México    | 2007      |
| Defensor Sporting            | Uruguay   | 2007-2009 |
| Banfield                     | Argentina | 2009-2010 |
| América de Cali              | Colombia  | 2010      |
| Chacarita Juniors            | Argentina | 2011      |
| Mitre de Santiago del Estero | Argentina | 2012-2014 |
| Juventud Antoniana de Salta  | Argentina | 2015-2016 |
| Vélez de San Ramón           | Argentina | 2017      |

## Palmarés

### Títulos nacionales
| Título                        | Club              | País      | Año      |
| ----------------------------- | ----------------- | --------- | -------- |
| Primera División de Argentina | Boca Juniors      | Argentina | A - 2000 |
| Campeonato Uruguayo           | Defensor Sporting | Uruguay   | 2007-08  |
| Primera División de Argentina | Banfield          | Argentina | A - 2009 |

### Títulos internacionales
| Título                | Club         | País      | Año  |
| --------------------- | ------------ | --------- | ---- |
| Copa Libertadores     | Boca Juniors | Argentina | 2000 |
| Copa Intercontinental | Boca Juniors | Argentina | 2000 |
| Copa Libertadores     | Boca Juniors | Argentina | 2001 |